# Zealoctenus cardronaensis
Zealoctenus cardronaensis är en spindelart som beskrevs av Forster och Wilton 1973. Zealoctenus cardronaensis ingår i släktet Zealoctenus och familjen sporrspindlar. Inga underarter finns listade i Catalogue of Life.